# 南晶科技
深圳市南晶科技有限公司（しんせんしなんしょうかぎゆうげんこうじ、英語: Shenzhen Nanjing Technology Co., Ltd.）、通称南晶科技（なんしょうかぎ）は、2001年に中華人民共和国の深圳にて設立されたゲームソフト開発企業。

## 概要
中国で紅白機（中国版ファミコン互換機）のゲームメーカーとして有名で、外星科技とともに、中国の山寨（パチモノ）ゲーム文化の代表的な担い手である。特に、有名ゲーム会社が2000年代以降のハード（当時の現行ハード）に制作した有名ゲームを、数世代前のハードである紅白機に無理やり移植することで知られている。初代PlayStation時代の3Dゲームどころか、2000年代以降のPC用のネットゲームや2010年代以降のスマートフォン用ゲームすら移植している。
紅白機の黎明期となる1993年より終焉期となる2000年代まで継続的にパチモノをリリースしてきたという意味での代表的山寨メーカーである外星科技とは対照的に、南晶科技は中国で紅白機を含むゲーム機が「青少年の教育に悪影響を及ぼす」として禁止された後の2001年の設立である。凡百のパチモノとは違い、美麗な（というほどでもない）パッケージに説明書も完備していることから、海外のパチモノマニアに非常に人気である。中国では2000年代以降からゲーム機よりもPCゲームがゲームの主流となって行き（ただし一部のマニアは海外からゲーム機を輸入していた）、2010年代にはスマホも普及してもはやファミコン互換機と言う時代ではないため、完全に世界のパチモノマニア相手の商売となっている。

## パチモノ作品一覧
以下全て無許諾移植、すなわちパチモノである。「深圳市南晶科技有限公司版権所有」とパッケージに明記されているがそんなものは所有していない。原作の3DCGがドット絵になっているなど、ハードのスペックによる制限以前の問題として、格闘ゲームがなぜかRPGになっているなど不可解な移植も多いが、一方でパチモノとしてあらゆる作品から無秩序に引用しつつも作品としては破綻無く仕上げるなど、パチモノ作品として高いレベルで完成されている場合もあり、特に『ファイナルファンタジー7』は西洋のメディアに絶賛された。
- 仙剣奇侠伝 - 中華圏で非常に人気のあるPC向けRPGシリーズで、日本でもセガサターンなどに移植されている。これを紅白機に移植。
- バイオハザードシリーズ
- スーパーロボット大戦αシリーズ
- World of Warcraft - 中国でも网吧(インターネットカフェ)に入り浸る若者が続出した大ヒットMMORPGを紅白機に移植。自宅の紅白機でそれっぽいもの（本物とは全然別物）ができる。ネット機能はない。
- ファイナルファンタジー7 - 次世代機向け大作RPGを紅白機に移植した『最終幻想VII』。 FF3のバトルシステムを引用するなど、FFシリーズやその他のあらゆるゲームの要素を引用しつつ、紅白機版『FF7』としてできる限り忠実に仕上げている。Kotakuが「人類の魂の勝利」と評するなど[1]、ハイレベルなファンメイド作品を思わせる精神から西洋の各メディアから高評価を受けたが、動作は遅く、「チート（エミュレータの倍速機能）を使ってプレイすべし」との評者もいた。
- 真説サムライスピリッツ 武士道烈伝
- エバークエスト
- クロノ・トリガー